# Easington (South Oxfordshire)
Easington – wieś w Anglii, w hrabstwie Oxfordshire, w dystrykcie South Oxfordshire. Leży 18 km na południowy wschód od Oksfordu i 66 km na zachód od Londynu.